# Ali Güneş
Ali Mehmet Güneş (ur. 23 listopada 1978 w Donaueschingen) – piłkarz turecki grający na pozycji środkowego pomocnika. Od 2010 roku jest zawodnikiem klubu Bucaspor. Posiada również obywatelstwo niemieckie.

## Kariera klubowa
Güneş urodził się w Niemczech w rodzinie pochodzenia tureckiego. Karierę piłkarską rozpoczął w klubie SC Freiburg. W 1997 roku awansował do kadry pierwszej drużyny. 27 lipca tamtego roku zadebiutował w jego barwach w 2. Bundeslidze w wygranym 2:0 domowym spotkaniu z Energie Cottbus. Na koniec sezonu 1997/1998 awansował z Freiburgiem do pierwszej ligi i w sezonie 1998/1999 był podstawowym zawodnikiem zespołu. We Freiburgu grał do lata 2000.
Latem 2000 roku Güneş podpisał kontrakt z tureckim klubem Fenerbahçe SK ze Stambułu. W tureckiej lidze zadebiutował 11 sierpnia 2000 roku w wygranym 4:0 wyjazdowym spotkaniu z Kocaelisporem. 9 października tamtego roku w meczu z Siirt Jetpa (4:2) strzelił pierwszego gola w tureckiej lidze. W 2001 roku osiągnął z Fenerbahçe swój pierwszy sukces zostając mistrzem Turcji. W 2002 roku wywalczył wicemistrzostwo kraju, a w 2004 - mistrzostwo.
W letnim oknie transferowym 2004 roku Güneş odszedł z Fenerbahçe do innego stambulskiego klubu, Beşiktaşu JK. W nim zadebiutował 7 sierpnia 2004 w zremisowanym 1:1 wyjazdowym meczu z Malatyasporem. Jedynym sukcesem Güneşa wywalczonym z Beşiktaşem było wicemistrzostwo Turcji w 2007 roku.
Latem 2007 Güneş ponownie został piłkarzem Freiburga i grał w nim przez 2 sezony w 2. Bundeslidze. W 2009 roku wrócił do ligi tureckiej i został zawodnikiem klubu Kasımpaşa SK, w którym swój debiut zanotował 9 sierpnia w spotkaniu z Bursasporem (1:2). W Kasımpaşie grał przez jeden sezon, a w 2010 roku odszedł do Bucasporu, w którym zadebiutował 16 października w meczu z Gaziantepsporem (0:2).
| Sezon   | Klub          | Kraj   | Rozgrywki             | Mecze | Bramki |
| ------- | ------------- | ------ | --------------------- | ----- | ------ |
| 1997/98 | SC Freiburg   | Niemcy | 2. Fußball-Bundesliga | 13    | 2      |
| 1998/99 | SC Freiburg   | Niemcy | Bundesliga            | 32    | 4      |
| 1999/00 | SC Freiburg   | Niemcy | Bundesliga            | 14    | 2      |
| 2000/01 | Fenerbahçe SK | Turcja | Süper Lig             | 26    | 4      |
| 2001/02 | Fenerbahçe SK | Turcja | Süper Lig             | 20    | 0      |
| 2002/03 | Fenerbahçe SK | Turcja | Süper Lig             | 23    | 1      |
| 2003/04 | Fenerbahçe SK | Turcja | Süper Lig             | 22    | 0      |
| 2004/05 | Beşiktaş JK   | Turcja | Süper Lig             | 26    | 2      |
| 2005/06 | Beşiktaş JK   | Turcja | Süper Lig             | 23    | 1      |
| 2006/07 | Beşiktaş JK   | Turcja | Süper Lig             | 4     | 0      |
| 2007/08 | SC Freiburg   | Niemcy | 2. Fußball-Bundesliga | 18    | 3      |
| 2008/09 | SC Freiburg   | Niemcy | 2. Fußball-Bundesliga | 8     | 1      |
| 2009/10 | Kasımpaşa SK  | Turcja | Süper Lig             | 16    | 0      |
| 2010/11 | Bucaspor      | Turcja | Süper Lig             |       |        |

## Kariera reprezentacyjna
W latach 1998–2000 Güneş grał w reprezentacji Turcji U-21, w której rozegrał 9 spotkań. W 2000 roku wystąpił z nią na Mistrzostwach Europy U-21. W dorosłej reprezentacji zadebiutował 21 maja 2004 roku w wygranym 3:1 towarzyskim spotkaniu z Australią. Było to jego jedyne spotkanie w kadrze narodowej.